# Anomaloglossus degranvillei
Anomaloglossus degranvillei е вид жаба от семейство Aromobatidae. Видът е незастрашен от изчезване.

## Разпространение
Разпространен е в Суринам и Френска Гвиана.

## Описание
Популацията на вида е стабилна.